# Manifesto do Unabomber
Industrial Society and Its Future ("A Sociedade Industrial e o seu Futuro", em livre tradução), mais conhecido como Manifesto do Unabomber, é o ensaio anti-tecnológico escrito por Ted Kaczynski, eco-terrorista estadunidense, enviado aos jornais The New York Times e The Washington Post, sua publicação pelo segundo permitiu que o FBI, através da análise linguística e a participação do irmão do primeiro, identificasse a autoria dos ataques e a consequente prisão de Ted que, por enviar cartas-bombas a alvos específicos, recebera o apelido de Unabomber (do acrônimo dado ao caso pelo FBI — unabom — para "bombardeio a universidades e linhas aéreas") pelos ataques realizados entre 1978 e 1995.
Embora agindo solitariamente, Ted Kaczynski enviava cartas e o próprio manifesto assinando como sendo de um grupo que nomeou de "Freedom Club". Cópias do ensaio foram enviados aos dois jornais em junho, mas sua publicação se deu somente em 19 de setembro de 1995.

## Conteúdo e contexto histórico

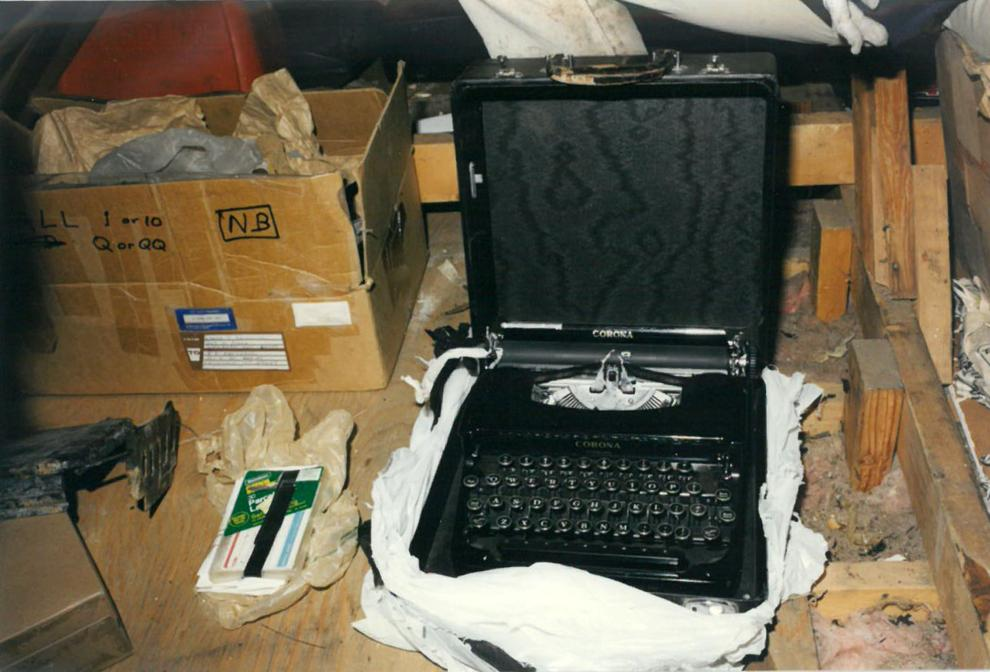
A máquina de escrever que Kaczynski utilizou para escrever seu manifesto.

Continha cerca de 35 mil palavras e foi a pista final que levou à eliminação de suspeitos até à identificação por David Kaczynski, irmão de Ted, como sendo ele o suposto autor do manifesto, o que foi comprovado com a comparação realizada deste com dezenas de cartas e documentos familiares. São 232 parágrafos nos quais, ao final de cada um, ele faz remissão a pontos já abordados ou que virão a ser desenvolvidos mais adiante, num estilo que lembra a obra Rayuela ("O Jogo da Amarelinha"), de Julio Cortázar.
Trazendo afirmações como a de que "As consequências da revolução industrial foram desastrosas para a raça humana", o Manifesto ocorre no contexto do auge da sociedade neoliberal em que se defendia uma menor intervenção do estado e maior poder às grandes corporações; ele assim procura justificar o fato de ter que explodir pessoas para que tenha seu manifesto publicado.

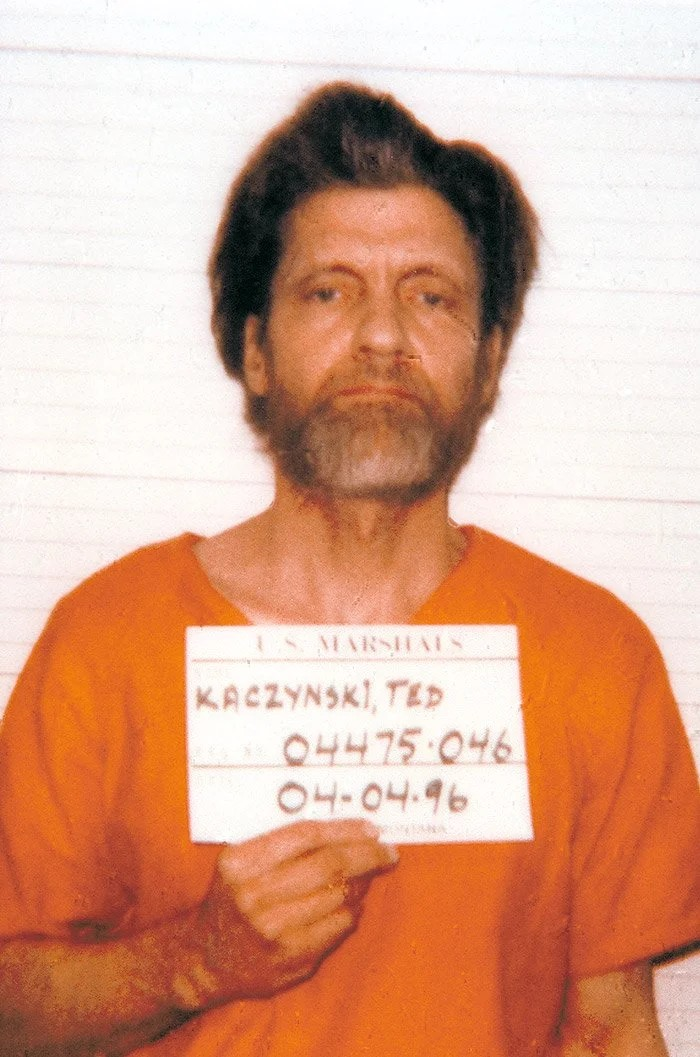
Kaczynski em 1996.

Edivaldo Vieira da Silva dividiu o discurso do Manifesto em três partes distintas:
1. "A crítica aos conservadores a partir da análise do sistema tecnológico-industrial" — onde traça um paralelo com sociedades pré-industriais onde o sistema de governo era totalitário mas a liberdade individual era maior, ao passo em que o mundo contemporâneo construiu uma "sociedade de controle": "Com a sociedade tecnológica, a ordem das coisas que persistiu durante milhares de anos é desestabilizada, o sistema que existia pretensamente para suprir as necessidades humanas torna-se potência soberana; agora, são os comportamentos humanos que precisam ser bem adaptados às necessidades do sistema, por obra e graça de dispositivos tecnológicos", analisa Silva.[2]
2. "Oposição ao «esquerdismo»" — em meio a várias transformações sociais originadas pela sociedade moderna a que mais incomoda Kaczysnki é o que ele qualifica como "esquerdismo", por ele definido como defensores do “feminismo, direito dos homossexuais, minorias étnicas, incapacitados, direitos dos animais, correção política”; embora ele não seja contrário a muitos dos ideais de esquerda, desconfia de seus líderes e, com base em experiências como a soviética, quando no poder dele se utilizam para reforçar ainda mais os meios de controle do indivíduo. Em suas palavras: "Verdadeiramente, alguns raros esquerdistas corajosamente se opõem a uma eventual tendência totalitária, mas geralmente caem no vazio, porque os sedentos por poder estão melhor organizados, são mais cruéis, maquiavélicos e cuidam de escorar-se em uma forte base".[2]
3. "A estratégia revolucionária do Unabomber" — neste particular Kaczynski se manifesta contrário às reformas sociais, e defende a via revolucionária como meio de transformação do estado das coisas ou, nas palavras de Silva, "as modificações revolucionárias são mais fáceis de realização do que medidas reformistas, pois em vez de proporem uma mudança particular, a resolução de um problema social específico, propõem a transformação de toda a anatomia da sociedade". O autor apresenta como modelos de destruição da antiga sociedade as revoluções Francesa e a Russa de 1917, e apresenta o "Freedom Club" como um grupo anarquista com métodos violentos de insurreição.[2]

Em uma matéria publicada em 2018, a revista New York afirmou que o manifesto gerou interesse posterior por parte de grupos neoconservadores, ambientalistas e anarco-primitivistas.